# Omar Bertazzo

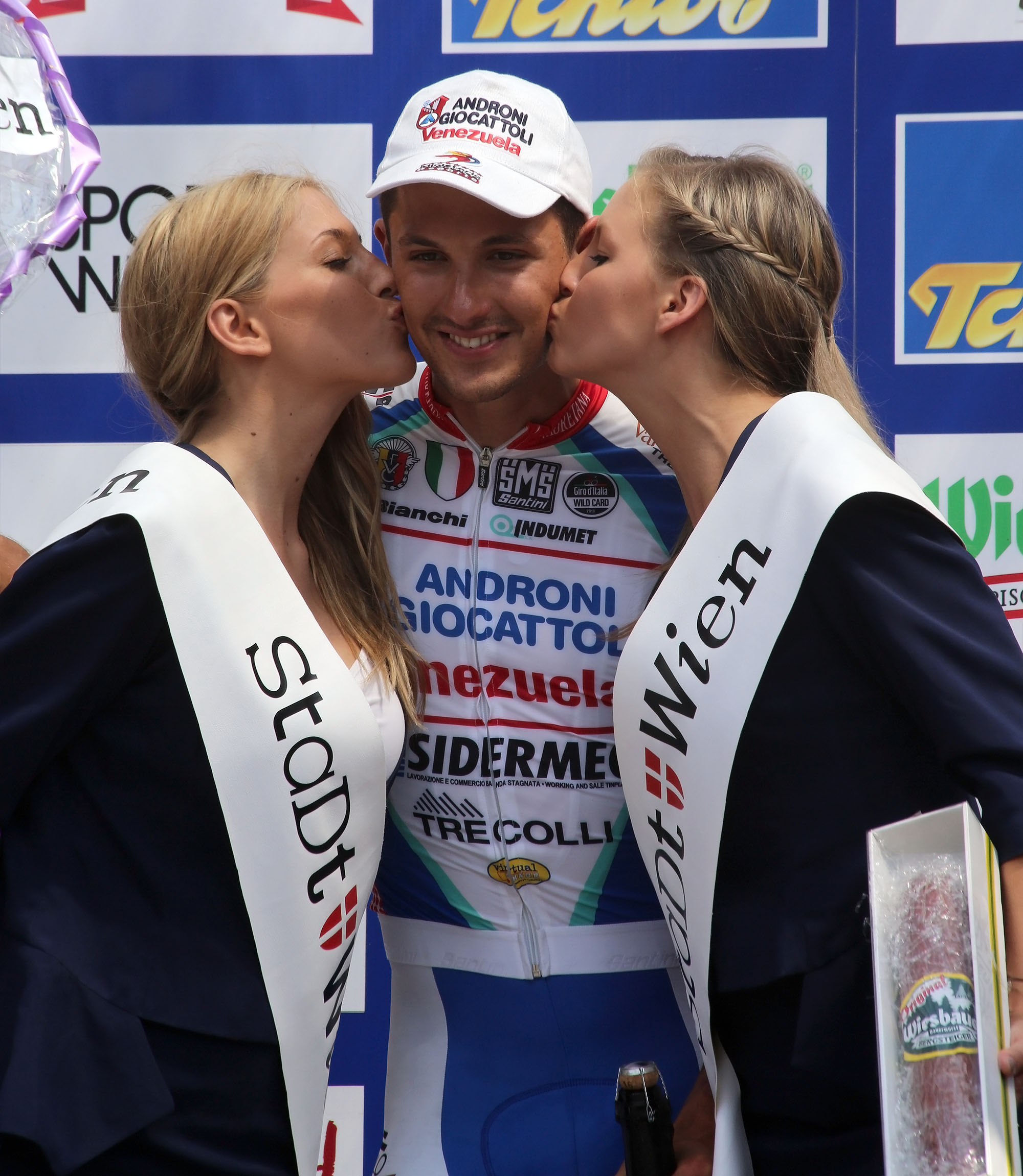
Omar Bertazzo, Gewinner der letzten Etappe der Österreich-Rundfahrt 2013

Omar Bertazzo (* 7. Januar 1989 in Este) ist ein ehemaliger italienischer Bahn- und Straßenradsportler.

## Sportliche Laufbahn
Omar Bertazzo gewann 2007 in der Juniorenklasse eine Etappe beim Trittico del Veneto. Im Jahr darauf gewann er bei den Bahn-Europameisterschaften die Bronzemedaille in der Mannschaftsverfolgung der U23-Klasse. 2009 war er mit seinem Team Bottoli Nordelettrica Ramonda beim Mannschaftszeitfahren der Vuelta a Tenerife erfolgreich, und er gewann eine weitere Etappe. In der Saison 2010 gewann er bei den Bahn-Europameisterschaften die Bronzemedaille im Punktefahren der U23-Klasse.
Auch sein älterer Bruder Liam ist ein erfolgreicher Radsportler. Mit diesem gemeinsam wurde Omar Bertazzo 2011 Dritter der italienischen Meisterschaft im Zweier-Mannschaftsfahren. Ende 2014 beendet er seine Radsportlaufbahn.

## Erfolge
2008
- Europameisterschaft – Mannschaftsverfolgung (U23) mit Davide Cimolai, Marco Coledan und Elia Viviani

2010
- U23-Europameisterschaft – Punktefahren

2011
- Italienischer Meister – Mannschaftsverfolgung (mit Alessandro De Marchi, Giairo Ermeti und Filippo Fortin)

2013
- eine Etappe Österreich-Rundfahrt

## Teams
- 2011–2014  Androni Giocatoli